# Max Berlin
Jean-Pierre Cerrone is een Franse dj die bekendheid verwierf onder zijn artiestennaam Max Berlin. Jean-Pierre Cerrone is de broer van de Franse artiest en producer Cerrone. 
Zijn bekendste hit is "Elle Et Moi", een dromerige chanson met funk invloeden uit 1978 (heruitgebracht in 1987).

## Elle Et Moi
Het nummer "Elle Et Moi" werd in 1978 uitgegeven op het album "Max Berlin's". Het zou een belangrijke rol spelen in het Belgische uitgaansleven van de jaren tachtig wanneer dj Ronny "Dikke Ronny" Harmsen het nummer, dat hij had gevonden op een zolder in Brussel, als eerste in een discotheek, de Antwerpse Ancienne Belgique, speelde. Het nummer werd opgepikt door andere diskjockeys en lag zo aan de basis van onder andere de New Beat. De rol van het nummer en Max Berlin komt aan bod in de documentaire The Sound of Belgium, 2012. "Elle Et Moi" werd door Tom Barman gebruikt in zijn film Any Way the Wind Blows uit 2003.
In April 2017 werd de single als reprise opnieuw uitgegeven door de Gentse platenzaak Music Mania voor Record Store Day. Het betrof een gelimiteerde oplage 12" op witte vinyl.

## Discografie
- Max Berlin's (1978)
- Dream Disco (1978)
- 500w. (1980)
- Elle Et Moi (1987)